# Oxyserica longefoliata
Oxyserica longefoliata är en skalbaggsart som beskrevs av Frey 1965. Oxyserica longefoliata ingår i släktet Oxyserica och familjen Melolonthidae. Inga underarter finns listade i Catalogue of Life.